# Gare d’Auterive
Gare d'Auterive – stacja kolejowa w Auterive, w departamencie Górna Garonna, w regionie Oksytania, we Francji.
Została otwarta w 1861 przez Compagnie des chemins de fer du Midi et du Canal latéral à la Garonne. Jest stacją Société nationale des chemins de fer français (SNCF), obsługiwaną przez pociągi Intercités i TER Midi-Pyrénées.